# Varahagiri Venkata Giri
Varahagiri Venkata Giri, eller V.V. Giri, född 10 augusti 1894 i Berhampore, Ganjamdistriktet, i nuvarande delstaten Orissa, död 23 juni 1980 i Madras, var brahmin, advokat och Indiens fjärde president.

## Politisk karriär
Varahagiri Venkata Giri studerade på Irland där han blev vän med ledarna för det tidiga Sinn Fein innan han 1916 återvände till hemlandet. Han blev medlem i Motilal Nehrus Swarajya Party under 1920-talet och var ledamot i Indiens lagstiftande församling 1927-1930. 
Han blev aktiv i Mahatma Gandhis rörelse för passivt motstånd och Kongresspartiet och var fackföreningsman och socialist.
Efter Indiens självständigheten blev han ambassadör på Ceylon. Han var ledamot i Lok Sabha 1952-1957 och federal arbetsmarknadsminister 1952-1954 och kom att bli guvernör i Uttar Pradesh, Kerala respektive Mysore.
V.V: Giri blev vald till Indiens vicepresident 1967 och var Indiens president 1969-1974. Han tillträdde presidentposten sedan Zakir Hussain avlidit, och Giri är därmed den ende indiske vicepresident som tillträtt presidentposten under innevarande mandatperiod.